# Cicerone (casa editrice)
La Cicerone è una casa editrice britannica fondata nel 1967 da Walt Unsworth e Brian Evans a Milnthorpe nella Cumbria. Si occupa principalmente di pubblicare guide turistiche per walkers, climbers, trekkers e ciclisti. Grande successo ebbero le prime pubblicazioni sul Lake District e sulle isole britanniche.
Nel 1999 i proprietari della casa editrice diventano i coniugi Jonathan e Lesley Williams.